# Lingua protosarda
La lingua protosarda (o paleosarda o nuragica; raramente sardiana) è la lingua o l'insieme delle lingue parlate dagli antichi Sardi durante il periodo nuragico, prima che la conquista romana della Sardegna diffondesse il latino nell'isola.

## L'assenza di attestazioni certe e il problema della ricostruzione

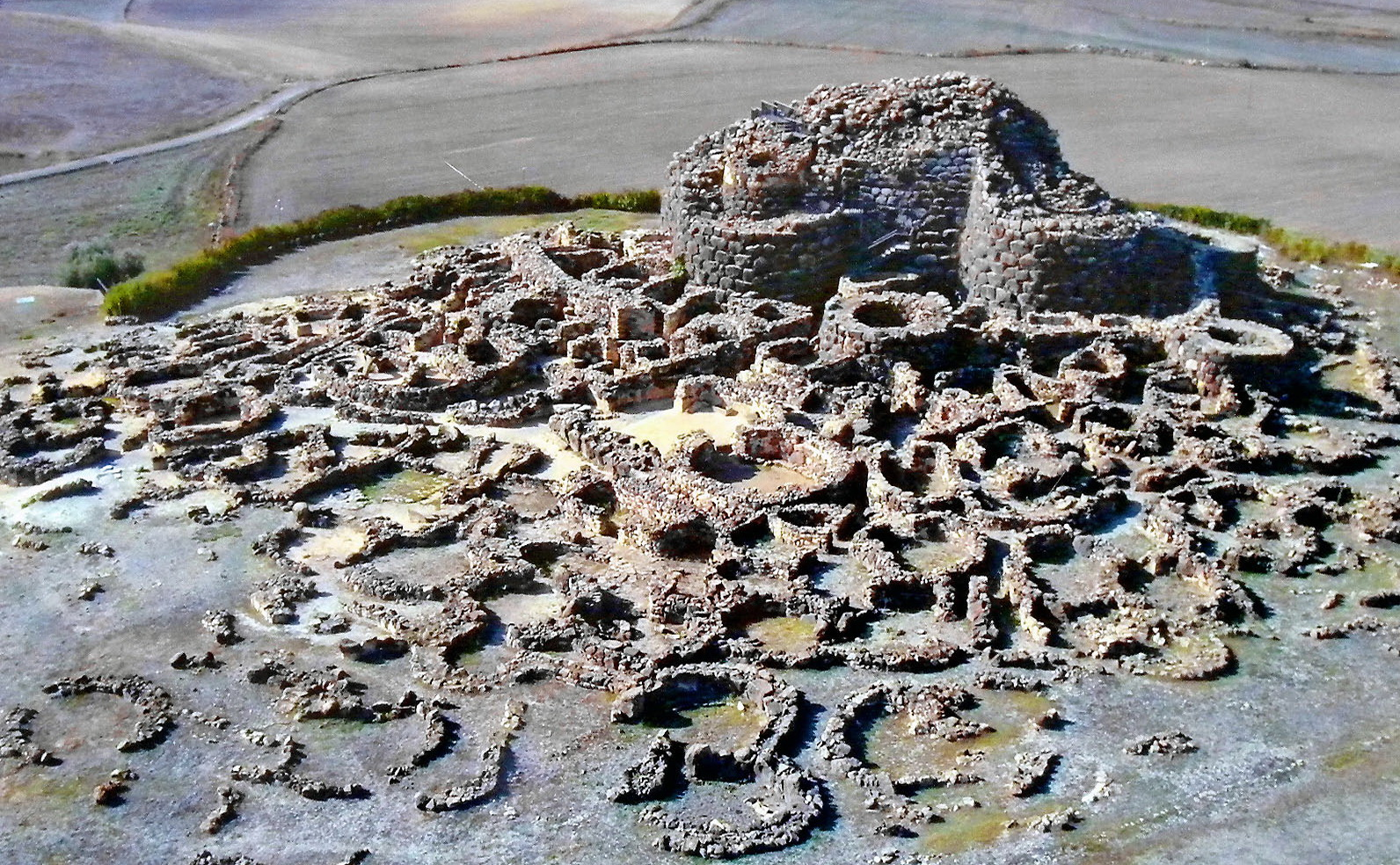
Su Nuraxi di Barumini

Non essendo mai stato identificato con certezza alcun reperto mostrante iscrizioni riconducibili a una qualche lingua nuragica, la maggior parte degli studiosi tende a sostenere che gli antichi popoli nuragici non facessero uso della scrittura. Il fatto che l'antica lingua (o la famiglia linguistica) protosarda dell'età nuragica sia stata soppiantata da millenni dal latino ha reso ancora più difficile la ricostruzione dell'antico idioma. In mancanza di dati certi, vari studiosi e ricercatori hanno formulato negli anni, sulla base dei relitti di tale lingua, una serie di ipotesi esposte di seguito.

## Ipotesi preindoeuropee
Partono dal presupposto che i nuragici fossero prevalentemente un'evoluzione di un'originaria popolazione autoctona stanziata sull'isola almeno dal neolitico.
Benvenuto Terracini, nella sua opera Osservazioni sugli strati più antichi della toponomastica sarda, del 1927, illustrò la sua teoria secondo la quale la Sardegna antica fosse suddivisa in due aree linguistiche, una meridionale afro-iberica e una settentrionale reto-ligure. Suffissi di tipo afro-iberico (riscontrabili sia fra le lingue berbere che fra quelle basco-iberiche) sarebbero i suffissi -itan, -'ir, -'il, -àr, -'ar e -'in. Voci quali pala, bruncu, mara legherebbero invece la Sardegna alle terre dell'Italia settentrionale e della Gallia.
Uno dei più importanti studiosi della lingua sarda, il linguista tedesco Max Leopold Wagner (1880-1962), concluse, sulla base di studi incentrati soprattutto sui toponimi e sui fitonomi sardi pre-latini, che il protosardo doveva essere una lingua mediterranea preindoeuropea, affine alle lingue iberiche e berbere e altre di matrice incerta; lo stesso Wagner individuò al tempo stesso alcuni elementi di correlazione con le lingue paleobalcaniche.
(Max Leopold Wagner, Osservazioni sui sostrati etnico-linguistici sardi, 1933)
Lo svizzero Johannes Hubschmid (1916-1995), il più noto studioso degli elementi di sostrato, si espresse per sei stratificazioni; la sua analisi è stata ripresa nel saggio introduttivo di Giulio Paulis.
Massimo Pallottino (1909-1995), rifacendosi a diversi autori quali Bertoldi, Terracini e lo stesso Wagner, mise in evidenza le seguenti similitudini fra il sardo, il basco e l'iberico:
A ciò si aggiunge un fatto che, per il numero delle concordanze, non può assolutamente considerarsi casuale e appare di altissimo interesse: l'esistenza, cioè, di specifiche analogie tra elementi del patrimonio lessicale della lingua basca e singoli relitti lessicali o voci toponomastiche sarde:
Esempi:
- sardo: aurri (carpino nero); basco: aurri (nome di albero)
- sardo: bitti (agnellino); basco: bitin (capretta);
- sardo: golosti (agrifoglio); basco: gorosti (agrifoglio)
- sardo: sgiàgaru (cane); basco: zakur (cane);
- sardo: mògoro (altura); basco: mokor (zolla, tronco);
- sardo: òspile (piccolo chiuso); basco: ospel (luogo ombroso)
- sardo: orri, orrui; basco: orri (ginepro)
- sardo: usai, useis; basco: usi (bosco);

Le corrispondenze si estendono anche a elementi formativi : per esempio -aga, che in basco si impiega per toponimi con significato collettivo (harriaga petraia da harri pietra) e che può spiegare il tipo sardo nuraghe rispetto a nurra (anche il toponimo iberico Tarracone al sardo maragoni).»
(La Sardegna nuragica, Massimo Pallotino - a cura di Giovanni Lilliu. Ilisso edizioni, 1950, pag 96.)
Pallottino fa inoltre notare che il termine mògoro si ritrova con lo stesso significato anche nell'area balcanico-danubiana e costituisce un relitto pre-indoeuropeo di tale area:
- sardo: mògoro «altura»
- albanese: magulë «mucchio»
- romeno: măgură (dial. măgulă) «collina, poggio»

Emidio De Felice evidenziò alcune caratteristiche simili tra il paleosardo e il ligure antico, lingua di classificazione incerta, pre-indoeuropea o indoeuropea.
A parere dell'archeologo Giovanni Lilliu (1914-2012), gli idiomi di tipo "basco-caucasico", delle genti Bonnanaro, andarono a sostituire i linguaggi precedenti, di tipo pan-mediterraneo.
residui di una forma di linguaggio successiva a quella panmediterranea
delle genti di Ozieri.»
(Giovanni Lilliu, Civiltà nuragica: origine e sviluppo, 1983)
Il linguista tedesco Heinz Jürgen Wolf, dall'analisi della ricorrenza di determinati suffissi e in virtù di una particolare struttura sillabica, era giunto alla conclusione che la lingua paleosarda doveva essere di tipo non-indouropeo e di origine sconosciuta.

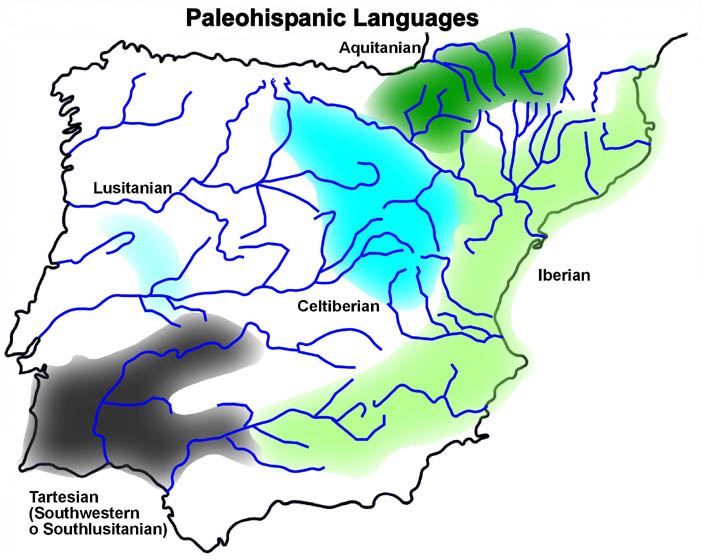
In verde la distribuzione geografica del basco e dell'iberico nella penisola iberica in epoca protostorica

Secondo il linguista catalano Eduardo Blasco Ferrer (1956-2017), i primi Sardi sarebbero giunti in epoca paleolitica e neolitica dall'area iberica e sarebbero stati successivamente raggiunti, nel tardo calcolitico, da deboli influssi indoeuropei pervenuti attraverso l'area ligure, che lasciarono alcune tracce nel protosardo (es: la radice *ausa ~ ōsa e il lessema debel(is)). Blasco Ferrer conclude che: 
La tesi di Blasco Ferrer è stata contestata dal linguista e glottologo Michele Loporcaro. Per Giulio Paulis "il basco non è di grande aiuto nell’interpretazione del ricchissimo patrimonio toponomastico di origine paleosarda".

## Ipotesi indoeuropee
Si basano sul presupposto che la civiltà e la lingua nuragica fossero prevalentemente frutto dell'evoluzione della cultura di una popolazione alloctona pervenuta in Sardegna dall'area indoeuropea.

### Ipotesi sardo-etrusca
Il linguista Massimo Pittau sostiene che la lingua protosarda o sardiana e quella etrusca fossero strettamente legate, essendo entrambe emanazioni del ramo anatolico dell'indoeuropeo. Secondo l'autore i "nuragici" erano una popolazione lidica che importò sull'isola la propria lingua di tipo indoeuropeo, la quale si andò a sovrapporre ad una lingua preesistente di tipo pre-indoeuropeo parlata dalle popolazioni pre-nuragiche; le concordanze rilevate dal Pittau investono in realtà un quadro più ampio della stessa area lidica, dato che si estendono, in modo non dirimente, più spesso a tutta l'area egeo-anatolica. Tuttavia, le tesi di Pittau sul sostrato paleosardo, spiegato con il ricorso all'etrusco, non hanno mai trovato favore nella comunità scientifica.
Appellattivi nuragici/sardiani di matrice indoeuropea secondo Pittau sarebbero per esempio:

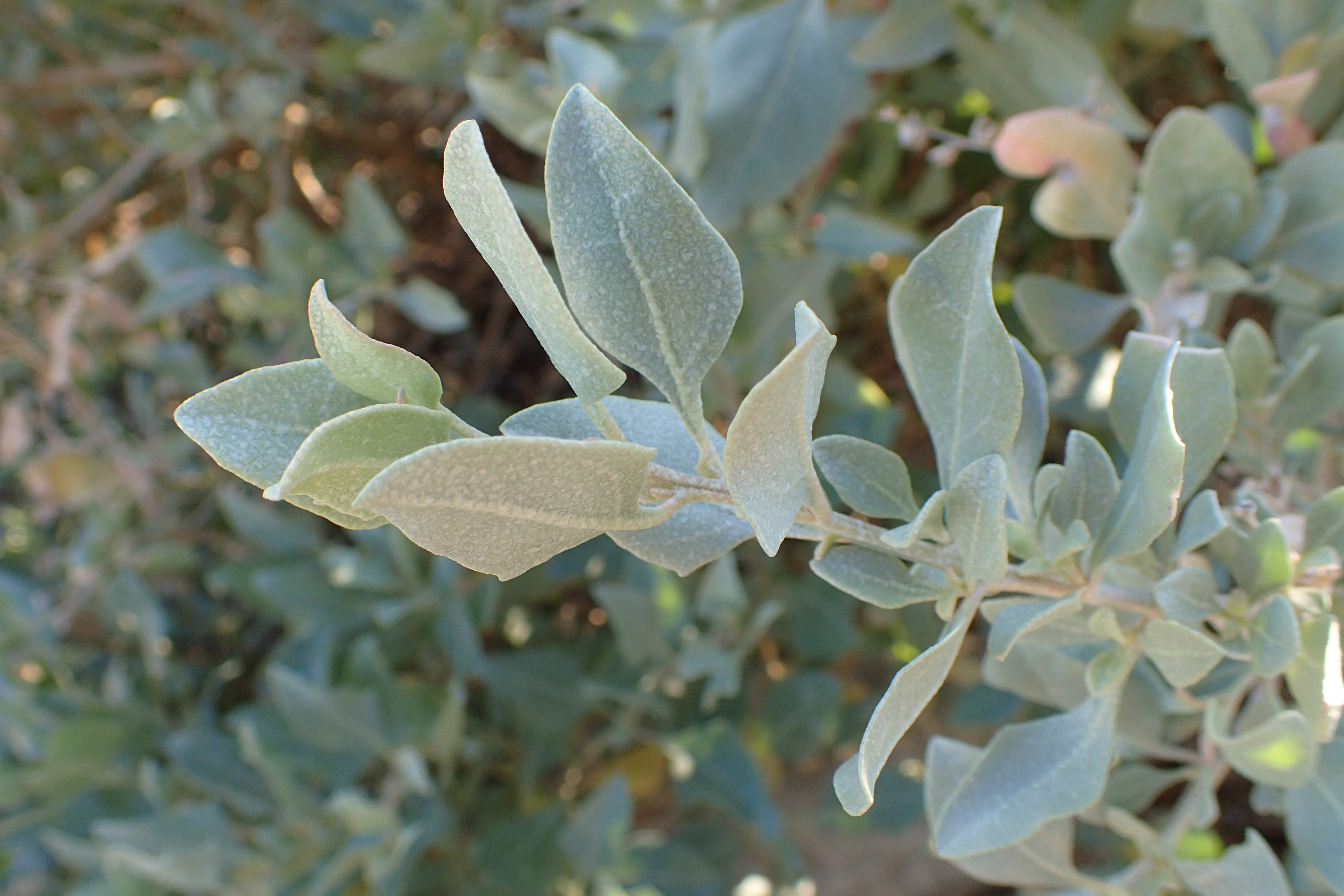
Atriplex halimus

élimu/a, èlamu, èlema/e, éluma, èlma, èramu, (Lodè, Posada) sèlema «àlimo» (Atriplex halimus L.), relitto sardiano o nuragico, da confrontare – non derivare - con il greco hálimos (indoeur.).
meulla, méurra, meúrra, miúrra, maúrra «merlo» (camp.), relitto sardiano o nuragico (-ll- conservato e suff.), da connettere con mérula «merlo» (vedi) [che invece deriva dal seg. vocabolo latino] e da confrontare – non derivare – con il lat. merula che probabilmente è di origine indoeur. (DELL, DELI).
népide, nébide, nébida, nébidi «nebbia» (Barbagia e Sardegna merid.); relitto sardiano o nuragico, da confrontare – non derivare - con il greco néphos «nebbia» (indeur.) (LISPR).
saurra «umidità della notte, brina, rugiada» (log.), toponimi Saurrecci (Guspini), Zaurrái (Isili), Aurracci (Ussassai), Urracci (Guspini) (suffissi e accento); relitto sardiano o nuragico, probabilmente da confrontare – non derivare - con una metatasi, con i lat. ros, roris, lituano rasà, ant. slavo rosa, vedico rasá «rugiada» e con il sanscrito rásah «umidità» (DELL) e quindi indoeur. (corrige DILS, LISPR).»
(Massimo Pittau, Appellativi Nuragici di matrice Indoeuropea)
Alcuni ricercatori associano l'elemento etrusco, o meglio un'influenza "retico-etruscoide", al suffisso -èna, che contraddistingue diversi toponimi presenti nell'Italia centrale (Toscana, Umbria, Tuscia e Marsica) e nel Veneto, attraversando Emilia e Romagna. L'uso di questo suffisso è documentato, almeno dal Medioevo, anche nella parte meridionale della Corsica e lungo la costa orientale della Sardegna (Gallura, Barbagia, Ogliastra), come nel caso di Arzachèna, Lugulèna e altri simili.

### Altre ipotesi

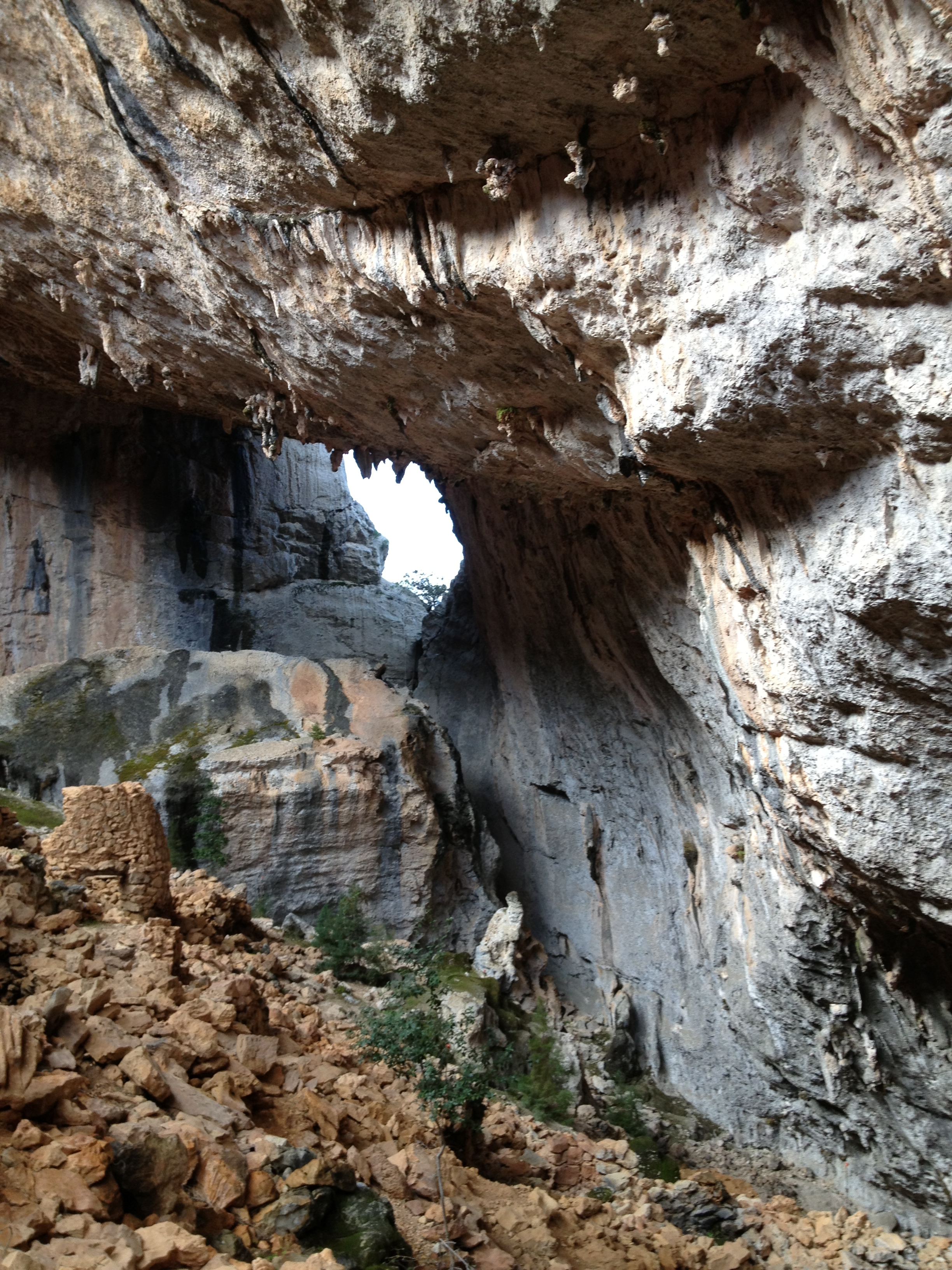
Il sito di Tiscali, tra Dorgali e Oliena

Secondo Guido Borghi, ricercatore di glottologia e linguistica all'università di Genova, nel protosardo sono ravvisabili appellativi indoeuropei, come nel caso del toponimo *Thìscali, che potrebbe derivare dal protoindoeuropeo *Dʱĭhₓ-s-kə̥̥̆ₐ-lĭhₐ con il significato di "la piccola (montagna) nell'insieme dei territori che sono in bella vista".

## Convivenza di più lingue in età nuragica

Le etnie nuragiche.

A giudizio dell'archeologo Giovanni Ugas, nell'isola non sarebbe stata presente una lingua unitaria ma almeno tre lingue corrispondenti al numero delle principali etnie nuragiche, vale a dire:
- Balari: Proto-Iberi (preindoeuropei) o indoeuropei
- Corsi: Liguri, preindoeuropei
- Iliensi/Iolei: Libi, preindoeuropei

A detta di Ugas le divisioni etnico-linguistiche nuragiche sarebbero in qualche modo alla base delle odierne differenziazioni linguistiche dell'isola nei ceppi sardo logudorese e campidanese, oltre che gallurese. Lo studio in questione tuttavia apporta pochi elementi di tipo linguistico su cui basare tale divisione originaria. In generale, lo scenario proposto da Ugas non si discosta più di tanto da quello descritto dal Terracini; la differenza di rilievo fra le due teorie è rappresentata dall'aggiunta da parte di Ugas di una terza area linguistica "balarica", forse indoeuropea, nella Sardegna nord-occidentale.
Ugas, sulla base di alcuni segni scoperti su resti di ceramiche, pietre e metallo, ha proposto che le popolazioni nuragiche o parte di esse adottarono a partire dalla prima età del ferro un alfabeto simile a quello utilizzato in Beozia detto rosso occidentale.